# Даджани, Рана
Рана Даджани — штатный профессор в области исследований молекулярной биологии в Университете Хашимит, популяризатор и организатор системы образования в Иордании.
В 2005 году получила докторскую степень по специальности в университете Айовы (США). Специалист по генетике, исследованиям в области стволовых клеток. Выступает за расширение прав и возможностей женщин, в том числе в области образования.
Двукратный стипендиат Фулбрайта, основатель и директор неправительственной организации «Мы любим чтение» — программы воспитания любви к чтению у детей в арабском мире. В ходе реализации программы более 7000 девочек в Иордании, Ливане и Сирии научились чтению, была значительно расширена сеть библиотек в Иордании.
Участвует как приглашённый научный сотрудник в центрах исследований стволовых клеток в Йельском и и Кембриджском университетах, центре терапии стволовыми клетками в Иордании.
Рана Даджани названа одной из самых влиятельных женщин в исламском мире, занимает 13-е место из «100 самых влиятельных арабских женщин» по версии журнала Arabian business.
В 2010 году была включена в программу Фонда Клинтона. В 2014 году она получила премию WISE в Катаре и Почетную медаль короля Хусейна.

## Научная деятельность
Даджани является членом Женского консультативного совета Организации Объединённых Наций по Иордании. Имеет ряд публикаций в рецензируемых журналах в области науки и природы. Выступала с лекциями в Кембриджском университете, Массачусетском технологическом институте, Университете Макгилла и других.